# Flugunfall bei Nedakonice
Der Flugunfall bei Nedakonice ereignete sich am 7. Juli 1977. An diesem Tag brach eine Let L-410UVP während eines werksseitigen Testfluges der LET Kunovice bei dem Ort Nedakonice, unweit des Herstellerwerkes, in der Luft auseinander und stürzte zu Boden, wobei alle vier Insassen starben. Es handelte sich um den ersten Absturz einer Let L-410 mit Todesopfern.

## Maschine
Bei der betroffenen Maschine handelte es sich um eine Let L-410UVP aus tschechoslowakischer Produktion. Die L-410 hatte sich in einer Ausschreibung des Rates für gegenseitige Wirtschaftshilfe (RGW) gegen die sowjetische Berijew Be-32 durchgesetzt und kam daher bei Fluggesellschaften aus fast allen Mitgliedsländern des RGW zum Einsatz. Die Maschine trug die Werksnummer 770608 und die Modellseriennummer 06-08 beziehungsweise X03. Es handelte sich um den dritten Prototyp der neu entwickelten Version UVP der Let L-410, die Maschine wurde durch den Hersteller mit dem Luftfahrzeugkennzeichen OK-162 zugelassen und im September 1976 erstmals geflogen. Das zweimotorige Regionalverkehrsflugzeug war mit zwei Turboprop-Triebwerken des Typs Walter M601E ausgestattet.

## Insassen
Die Maschine sollte einem speziellen Programm gemeinsamer Flugtests mit einer sowjetisch-tschechischen Besatzung unterzogen werden. Um dieses Programm vom Staatlichen Forschungsinstitut für Zivilluftfahrt Anfang Juli 1977 in der Tschechoslowakei durchzuführen, trafen aus Russland der 39-jährige Führende sowjetische Testpilot für die L-410 Gleb Sergejewitsch Galitski, der im linken Pilotensitz Platz nahm, und der Führende Ingenieur Wladimir Maksimow ein. Als tschechische Besatzungsmitglieder waren der 50-jährige leitende Testpilot der Let, Vladimír Vlk, und der Flugingenieur Miloslav Nosterský an Bord.

## Unfallhergang
Der Testflug umfasste die Überprüfung der Wirksamkeit des Rudertrimmung bei unterschiedlichen Geschwindigkeiten und in unterschiedlichen Winkeln ihrer Auslenkung. Das Testprogramm war schon fast abgeschlossen. Es blieb nur ein kurzer Flugabschnitt bei Höchstgeschwindigkeit zu fliegen, als das Leitwerk den Lasten nicht standhalten konnte und abbrach. Die Maschine stürzte daraufhin zu Boden, wobei alle vier Insassen getötet wurden. Die Besatzung hatte zwischen dem Strukturversagen und dem Aufprall keine Zeit, das Ausmaß der Beschädigung des Flugzeugs zu bestimmen, und so lautete der letzte Funkspruch: „… Tower, unser Ruder ist abgerissen!“. In den wenigen Sekunden zwischen dem Abreißen der gesamten hinteren Rumpfpartie und dem Aufprall konnte der Let-Chefpilot Vladimir Vlk die meisten Leistungsschalter an der Deckenverkleidung ausschalten und die Leistung der Triebwerke zurückfahren.
Durch die Nachlässigkeit der tschechischen Piloten waren keine Fallschirme an Bord, die die Piloten hätten nutzen können, um aus der abstürzenden Maschine abzuspringen und so ihr Leben zu retten. Die Tschechen waren dermaßen von der Zuverlässigkeit ihres Flugzeugtyps überzeugt, dass alle Testflüge bis zu diesem Tag ohne Fallschirme an Bord geflogen worden waren. Das Flugzeug stürzte nicht weit vom Bahnhof Nedakonice ab, sieben Kilometer vom Flugplatz entfernt, und begrub alle vier Insassen unter den Trümmern. Die herbeigeeilte Werkfeuerwehr der Let konnte nur noch den Tod der vier Besatzungsmitglieder feststellen.

## Unfalluntersuchung
Der Unfallbericht wurde im Februar 1978 veröffentlicht. Die Unfallursache war laut Bericht ein Abreißen des hinteren Rumpfteils. Zu diesem sei es gekommen, als der verantwortliche Pilot das Pedal für das Seitenruder hart betätigte, was einem Ausschlag des Ruders von um 13 Grad beim Flug unter Volllast entsprach. Hierdurch seien die strukturellen Belastungsgrenzen der Maschine überschritten worden.

## Folgen
Aufgrund des Absturzes des Prototyps X03 gab es eine Reihe zusätzlicher Anforderungen für Flugtests, sodass zusätzlich zu den ersten drei Flugzeugen drei weitere Prototypen des L-410UVP hergestellt wurden.